# Carl Georg Sparre
Såväl artikelpersonens son som sonson bar samma namn. Den förre levde 1817–1893 och var häradshövding i Sevede härad och Tunaläns härad. Den senare levde 1859–1920 och var fosterfar till författaren Birgit Th. Sparre.
Carl Georg Sparre af Söfdeborg, född 12 december 1790 på Torpa stenhus, död 9 september 1852 i Limmared, var en svensk greve och jurist.
Sparre blev auskultant i Göta hovrätt 1807, extraordinarie kanslist i justitierevisionsexpeditionen 1808, auskulant i Svea hovrätt 1811, vice häradshövding i februari 1813, häradshövding i november 1813, kammarherre 1818, adjungerad ledamot i Svea hovrätt 1820 och assessor 1822. Därefter var Sparre en "mycket nitisk och uppskattad" landshövding i Norrbottens län 1825–1836. Från 1836 och till sin död var han justitieråd och åren 1837–1841 tillfällig president i kammarrätten.
Sparre var delägare i Robertsfors bruk i Västerbotten 1835–1840 och ägde från 1846 och till sin död Limmareds glasbruk i Västergötland. Han utnämndes till riddare av Kungliga Nordstjärneorden (RNO) 1826.
Sparre var son till översten Claes Erik Sparre och friherrinnan Mariana Helena Ehrenkrona, sonson till amiralen Erik Arvid Sparre samt bror till landshövdingen Eric Samuel Sparre. Han gifte sig 1829 med Henrietta Charlotta Forsberg (1792–1874).